# 아나 지라르도
아나 지라르도(프랑스어: Ana Girardot, 1988년 8월 1일 ~ )는 프랑스의 배우이다.

## 출연 작품
- 썸원 썸웨어 (2019)
- 썬비트 (2017)
- 노크 (2017)
- 부르고뉴, 와인에서 찾은 인생 (2017)
- 세인트 아무르 (2016)
- 후지타 (2015)
- 나는 앞으로 심장을 목표로 한다 (2014)
- 파라다이스 로스트: 마약 카르텔의 왕 (2014)
- 완벽한 거짓말 (2014)
- 하이 소사이어티 (2014)
- 트루 프렌즈 (2012)
- 더 리턴드 시즌1 (2012)
- 라디오스타즈 (2012)